# 해피 엔딩 (시트콤)
《해피 엔딩》(영어: Happy Endings)은 2011년 4월 13일부터 2013년 5월 3일까지 ABC에서 방영된 미국의 시트콤이다.

## 개요
시카고에 살며 함께 우정을 나누는 6명의 일상을 그린다.

## 출연진
메인
- 일라이자 쿠프
- 얼리샤 커스버트
- 재커리 나이턴
- 애덤 팰리
- 데이먼 웨이언스 주니어
- 케이시 윌슨